# Campanar (València)
Campanar és un barri del districte homònim, a la ciutat de València, capital del País Valencià. L'Ajuntament de València codifica aquest barri amb el número 4.1.
Va ser un poble independent fins a 1897, moment en què, junt amb Poble Nou del Mar i Vilanova del Grau, va ser annexionat a la ciutat de València.

## Ubicació
El districte de Campanar limita pel nord amb les pedanies de Benimàmet i Beniferri i el districte de Benicalap, a l'est amb el districte de la Saïdia, a l'oest amb els municipis de Paterna, Quart de Poblet i Mislata, i al sud amb els districtes de l'Olivereta i Extramurs.

## Centres administratius
Al barri es troba la Conselleria d'Educació de la Generalitat Valenciana a la que s'accedeix des de l'avinguda de Campanar. En aquest barri es troba l'Hospital Arnau de Vilanova, l'Hospital del Nou d'Octubre (aquest darrer de gestió privada), l'Institut Valencià d'Oncologia (IVO) i l'Institut Valencià d'Infertilitat (IVI). A l'avinguda de Gregorio Gea hom troba la Subdelegació del Govern Espanyol al País Valencià.

## Llocs d'interés del barri
El barri té diferents llocs d'interés. D'una banda, al final de l'avinguda de les Corts Valencianes, ja al barri de Beniferri però tocant amb Campanar, es pot trobar el Palau de Congressos de València, obra de Norman Foster. També hi trobem l'escultura La dama ibèrica de Manuel Valdés. Al costat mateix del lloc on està se situa el Nou Mestalla, futur estadi del València CF, aquest ja dins del barri de Benicalap. El centre històric de Campanar és prou interessant doncs conserva l'estructura d'un poble típic de l'Horta de València. Al centre del mateix s'hi troba l'església de la Nostra Senyora de la Misericòrdia on es venera la figura de la Mare de Déu de Campanar.
És un barri desenvolupat a partir d'un centre comercial molt important puix en fou dels primers de València, Nuevo Centro. A més a més El Corte Inglés posseeix un altre centre comercial al barri, el Centre Comercial d'Ademús.
El Parc de Capçalera també es troba en aquest barri, sent un dels parcs més importants de València i al mateix cop una prolongació del Jardí del Túria.

## Transports
Al barri es pot arribar en metro a través de la línia 1 que discorre sota l'eix que formen l'avinguda Pius XII i Corts Valencianes i baixant a Túria per anar a la zona més propera al riu, a Campanar-La Fe per anar al barri vell, al complex sanitari o al Centre Comercial Ademús i a Beniferri que serveix la zona de Corts Valencianes.
Pel barri de Campanar passen nombroses línies d'autobusos urbans com ara les procedents de Benimàmet i el Campus de Burjassot amb direcció al centre, la línia 61 que va de l'Hospital Arnau de Vilanova a la plaça de l'Ajuntament o les línies 64 i 73 amb destinacions diferents. La línia 2 uneix Campanar amb el Marítim tot i que passant pel centre.
També s'estan instal·lant parades de Valenbisi per tot el barri, sent les més grans les situades a la confluència de Pius XII amb General Avilés, de Corts Valencianes amb Camp de Túria i a l'esplanada de Nuevo Centro.

## Demografia
Campanar tenia una població total de 11.505 habitants el 2022.
| 1991   | 1996   | 2001   | 2012   | 2017   | 2020   | 2022   |
| ------ | ------ | ------ | ------ | ------ | ------ | ------ |
| 12.449 | 13.141 | 12.610 | 11.808 | 11.601 | 11.573 | 11.505 |

## Festes

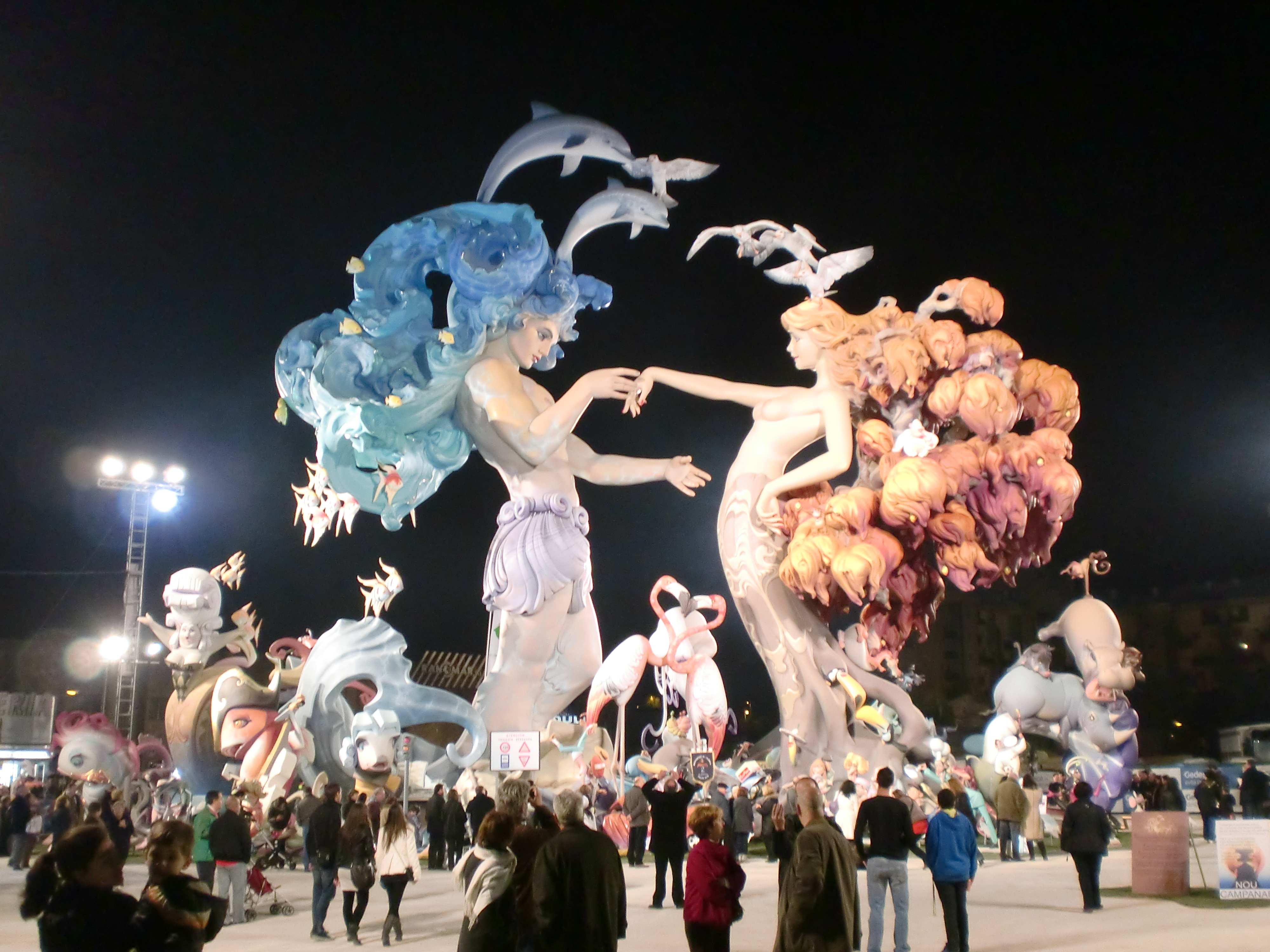
Monument faller de Nou Campanar l'any 2010.

Al febrer s'hi celebren les festes dedicades a la Mare de Déu de Campanar en les que s'organitzen processons, menjars populars, xocolatades i una mascletada.
El Pouet també celebra les seues festes tot i ser menys conegudes.

### Falles
El barri compta amb una falla de prestigi, L'Antiga de Campanar. La falla de Nou Campanar, actualment desapareguda, va ser entre 2003 i 2016 una de les comissions més capdavanteres i que més va invertir en la festa, guanyant set vegades el primer premi de la Secció Especial.
Pel que fa a les falles més modestes, destaca la Falla Castielfabib-Marqués de Sant Joan, que realitza monuments de caràcter innovador i experimental i la Falla Plaça Mestre Arambul Sanz per la seua intensa activitat durant tot l'any i especialment durant la setmana gran de les falles. El seu president actual, Borja Sanz, és el president més jove de les falles de València, que, amb 20 anys s'enfronta a una comissió de vora 300 fallers.